# Psychotria oleifolia
Psychotria oleifolia là một loài thực vật có hoa trong họ Thiến thảo. Loài này được (Kunth) Standl. miêu tả khoa học đầu tiên năm 1930.